# Chacachacare

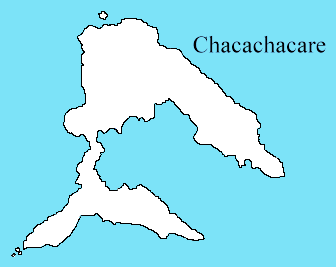
A sziget térképe

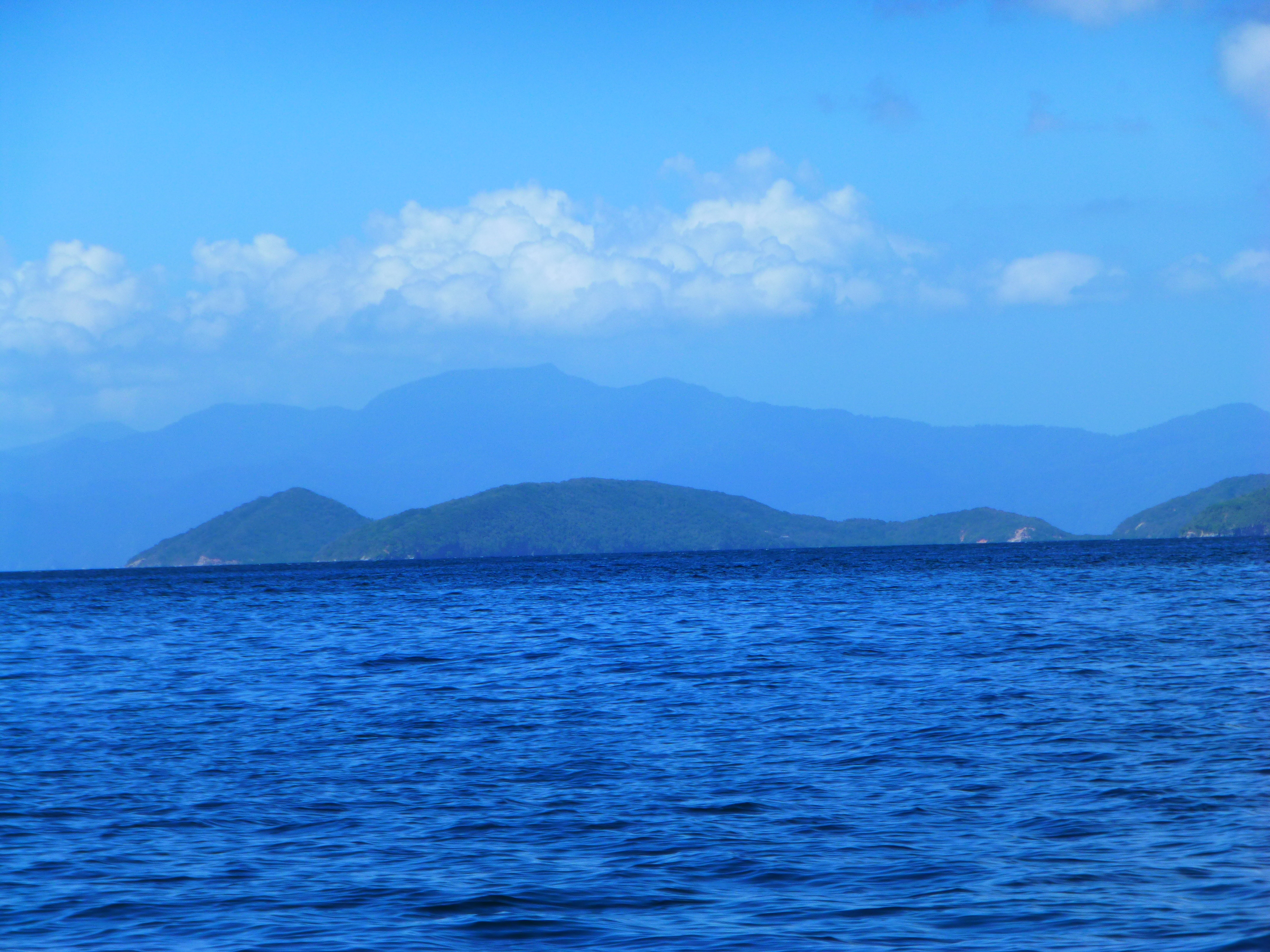
Chacachacare, a háttérben Venezuela

A Chacachacare ( hallgat?*) Trinidad és Tobago egyik szigete. A sziget a Bocas-szigetek egyike, a Bocas del Dragónban, Trinidad és Venezuela között. A Chacachacare a Bocas-szigetek legnyugatabbi Trinidad és Tobagohoz tartozó szigete, mert a nyugatabbra fekvő Patos-sziget már Venezuelához tartozik.
A sziget eredeti neve El Caracol (A Csiga) volt, az alakja miatt. A sziget volt gyapottermelő-, bálnavadász-, és lepratelep is. Chacachacare-t Santiago Mariño bázisként használta a venezuelai forradalomkor.
Ma a sziget lakatlan a világítótorony fenntartóin kívül, ám sokan érkeznek ide vakációzni, szintúgy, mint Monos és Huevos szigetére.

## Történelem
A szigetet Kolumbusz fedezte fel a harmadik útján, 1498-ban. A sziget később többek között apácák által lakott terület, és lepratelep is volt. 1942-ben amerikai hadihajók érkeztek a szigetre. Az amerikaiak barakkokat építettek. 
2006-ban Donald Trump meglátogatta a szigetet azzal az ötlettel, hogy kaszinót és hoteleket épít ide, ám ez az ötlet nem valósult meg.

## Lásd még
- Trinidad és Tobago szigetei

## Fordítás
- Ez a szócikk részben vagy egészben  a   Chacachacare című angol Wikipédia-szócikk ezen változatának fordításán alapul.  Az eredeti cikk szerkesztőit annak laptörténete sorolja fel. Ez a jelzés csupán a megfogalmazás eredetét és a szerzői jogokat jelzi, nem szolgál a cikkben szereplő információk forrásmegjelöléseként.